# Fauveliopsis rigida
Fauveliopsis rigida är en ringmaskart som först beskrevs av Maurice Caullery 1944.  Fauveliopsis rigida ingår i släktet Fauveliopsis och familjen Fauveliopsidae. Inga underarter finns listade i Catalogue of Life.